# 中国民航报
中国民航报是中国民用航空局旗下的一份報紙，該報由中国民航报社出版。 中国民航报前身是创刊于1979年7月20日的中国民航(简讯)，1986年4月30日更名为中国民航报。1987年9月16日起开始使用国内统一刊号，並面向国内外公开发行。自1995年1月起，中国民航报成為各航空公司的机上必备品和航机读物。2001年1月，中国民航报社与中国民航出版社联合成为一个机构、两块牌子。2003年12月22日，中国民航报社主办的中国民航新闻信息网开通。

## 外部連結
- 官方网站